# Zaręby Kościelne (gmina)
Pour les articles homonymes, voir Zaręby Kościelne.
Zaręby Kościelne est une gmina rurale (gmina wiejska) de la powiat d'Ostrów Mazowiecka, dans la Voïvodie de Mazovie, dans le centre-est de la Pologne.
Son siège administratif (chef-lieu) est le village de Zaręby Kościelne, qui se situe environ 17 kilomètres à l'est d'Ostrów Mazowiecka (siège de la powiat) et 97 kilomètres au nord-est de Varsovie (capitale de la Pologne).
La gmina couvre une superficie de 88,9 km2 pour une population de 3 844 habitants en 2006.

## Histoire
De 1975 à 1998, la gmina est attachée administrativement à la Powiat de Zambrów dans la voïvodie de Łomża.

Depuis 1999, elle fait partie de la voïvodie de Mazovie.

## Géographie
La gmina inclut les villages et localités de :

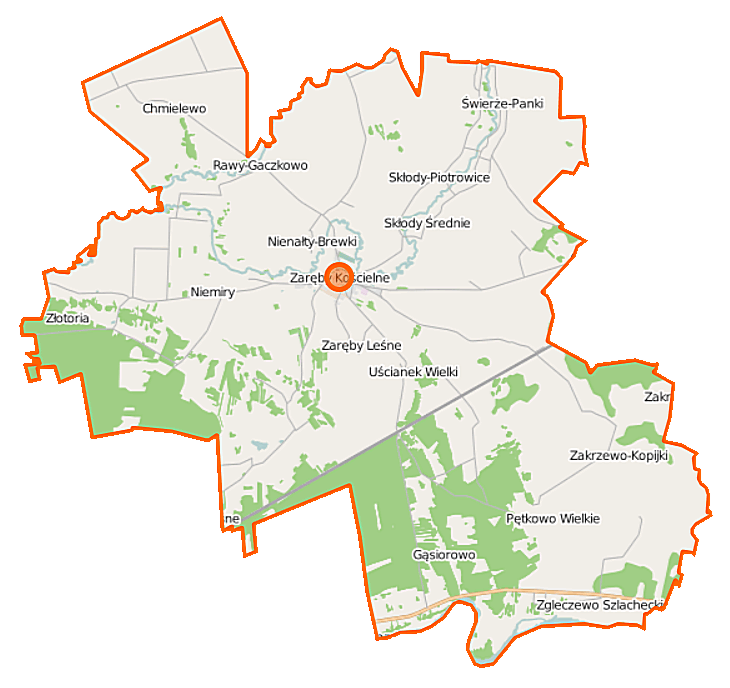
Plan de la gmina

- Budziszewo
- Chmielewo
- Gaczkowo
- Gąsiorowo
- Grabowo
- Kańkowo-Piecki
- Kępiste-Borowe
- Kietlanka
- Kosuty
- Niemiry
- Nienałty-Brewki
- Nienałty-Szymany
- Nowa Złotoria
- Pętkowo Wielkie
- Pułazie
- Rawy-Gaczkowo
- Rostki-Daćbogi
- Skłody Średnie
- Skłody-Piotrowice
- Skłody-Stachy
- Stara Złotoria
- Świerże Zielone
- Świerże-Kiełcze
- Świerże-Kończany
- Świerże-Panki
- Uścianek Wielki
- Zakrzewo Wielkie
- Zakrzewo-Kopijki
- Zaręby Kościelne
- Zaręby Leśne
- Zgleczewo Panieńskie
- Zgleczewo Szlacheckie

### Gminy voisines
La gmina de Zaręby Kościelne est voisine des gminy suivantes :
- Andrzejewo
- Ceranów
- Małkinia Górna
- Nur
- Ostrów Mazowiecka
- Szulborze Wielkie

## Structure du terrain
D'après les données de 2002, la superficie de la commune de Zaręby Kościelne est de 88,9 km2, répartis comme tel :
- terres agricoles : 74 %
- forêts : 18 %

La commune représente 7,26 % de la superficie du powiat.

## Démographie
Données du 30 juin 2004 :
| Description        | Total  | Total | Femmes | Femmes | Hommes | Hommes |
| ------------------ | ------ | ----- | ------ | ------ | ------ | ------ |
| Unité              | Nombre | %     | Nombre | %      | Nombre | %      |
| Population         | 3 888  | 100   | 1 878  | 48,3   | 2 010  | 51,7   |
| Densité (hab./km²) | 43,7   | 43,7  | 21,1   | 21,1   | 22,6   | 22,6   |